# SBV Excelsior in het seizoen 2014/15
Het seizoen 2014/15 van SBV Excelsior is het 53ste seizoen van de Nederlandse betaaldvoetbalclub sinds de invoering van het betaald voetbal in 1954.

## Selectie

### Spelers
| Keepers       |                   |                       |                  |         |
| 1             | Jordy Deckers     | Nederland             | AFC Ajax         | 2016    |
| 16            | Alessandro Damen  | Nederland             | VV De Meern      | 2015    |
| 26            | Gino Coutinho     | Nederland             | ADO Den Haag     | 2015    |
| Verdedigers   |                   |                       |                  |         |
| 2             | Khalid Karami     | Nederland             | Go Ahead Eagles  | 2015    |
| 3             | Kevin van Diermen | Nederland             | Vitesse          | 2016    |
| 5             | Bas Kuipers       | Nederland             | AFC Ajax         | Gehuurd |
| 6             | Sander Fischer    | Nederland             | AGOVV Apeldoorn  | 2016    |
| 12            | Jurgen Mattheij   | Nederland             | Sparta Rotterdam | 2016    |
| 23            | Daan Smith        | Nederland             | Feyenoord        | amateur |
| 24            | Daan Bovenberg    | Nederland             | N.E.C.           | 2015    |
| Middenvelders |                   |                       |                  |         |
| 4             | Rick Kruys        | Nederland             | FC Volendam      | 2016    |
| 8             | Adil Auassar      | Nederland             | De Graafschap    | 2016    |
| 10            | Jeff Stans        | Nederland             | RKC Waalwijk     | 2016    |
| 15            | Richard Stolte    | Nederland             | Fortuna Sittard  | 2015    |
| 18            | Kevin Vermeulen   | Nederland             | Xerxes DZB       | 2016    |
| 20            | Elso Brito        | Nederland             | HOV              | 2015    |
| Aanvallers    |                   |                       |                  |         |
| 7             | Jordan Botaka     | Nederland             | Club Brugge      | 2016    |
| 9             | Tom van Weert     | Nederland             | FC Den Bosch     | 2016    |
| 11            | Daryl van Mieghem | Nederland             | SC Telstar       | 2016    |
| 17            | Ninos Gouriye     | Nederland             | ADO Den Haag     | Gehuurd |
| 19            | Daan Blij         | Nederland             | Feyenoord        | 2015    |
| 25            | Marko Maletić     | Bosnië en Herzegovina | VfB Stuttgart    | 2016    |
| 21            | Carlo de Reuver   | Nederland             | Sparta Rotterdam | 2015    |

### Staf
| Technische staf    |           |                          |
| Marinus Dijkhuizen | Nederland | Coach                    |
| André Hoekstra     | Nederland | Assistent-trainer        |
| Rob van Dijk       | Nederland | Keeperstrainer           |
| Medische staf      |           |                          |
| Mario Meijer       | Nederland | Hersteltrainer/Verzorger |
| Rinus Kerskes      | Nederland | Verzorger                |
| Adrie Poldervaart  | Nederland | Fysio                    |
| John van Ochten    | Nederland | Clubarts                 |
| Ad Bergkamp        | Nederland | Orthopedisch Chirurg     |
| Overige staf       |           |                          |
| John van Tilburg   | Nederland | Materiaalman             |
| Aad Putters        | Nederland | Materiaalman             |

### Inkomende Transfers
| Nat. | Naam              | Van           | Type       | Periode |
| ---- | ----------------- | ------------- | ---------- | ------- |
| NED  | Alessandro Damen  | VV De Meern   | Doelman    | 2015    |
| NED  | Daan Bovenberg    | N.E.C.        | Verdediger | 2015    |
| NED  | Bas Kuipers       | Jong Ajax     | Verdediger | Gehuurd |
| BOS  | Marko Maletić     | VfB Stuttgart | Aanvaller  | 2016    |
| NED  | Daryl van Mieghem | Telstar       | Aanvaller  | 2016    |
| NED  | Tom van Weert     | FC Den Bosch  | Aanvaller  | 2016    |
| NED  | Ninos Gouriye     | ADO Den Haag  | Aanvaller  | Gehuurd |
| NED  | Gino Coutinho     | ADO Den Haag  | Doelman    | 2015    |

### Uitgaande Transfers
| Nat. | Naam                  | Naar              | Bijzonderheden |
| ---- | --------------------- | ----------------- | -------------- |
| NED  | Kevin van Kippersluis | FC Utrecht        | Einde huur     |
| NED  | Lucas Woudenberg      | Feyenoord         | Einde huur     |
| NED  | Lars Veldwijk         | Nottingham Forest |                |
| NED  | Lars Hutten           | Helmond Sport     | Verhuurd       |
| NED  | Rangelo Janga         | Omonia Aradippou  |                |
| NED  | Marley Berkvens       | n.n.b.            |                |
| NED  | Moussa Kalisse        | n.n.b.            |                |

## Uitslagen/Programma Eredivisie

### Thuiswedstrijden SBV Excelsior
| Tegenstander    | SR. | Datum     | Uitslag |
| --------------- | --- | --------- | ------- |
| ADO Den Haag    | 29  | 05 apr 15 | 2 - 3   |
| Ajax            | 17  | 21 dec 14 | 0 - 2   |
| AZ              | 34  | 17 mei 15 | 1 - 4   |
| SC Cambuur      | 7   | 28 sep 14 | 1 - 1   |
| FC Dordrecht    | 6   | 20 sep 14 | 1 - 1   |
| Feyenoord       | 15  | 06 dec 14 | 2 - 5   |
| Go Ahead Eagles | 2   | 17 aug 14 | 3 - 2   |
| FC Groningen    | 23  | 14 feb 15 | 1 - 1   |
| SC Heerenveen   | 25  | 01 maa 15 | 3 - 0   |
| Heracles Almelo | 4   | 30 aug 14 | 3 - 1   |
| NAC Breda       | 20  | 31 jan 15 | 0 - 0   |
| PEC Zwolle      | 14  | 30 nov 14 | 0 - 5   |
| PSV             | 32  | 25 apr 15 | 2 - 3   |
| FC Twente       | 10  | 26 okt 14 | 2 - 1   |
| FC Utrecht      | 12  | 07 nov 14 | 2 - 2   |
| Vitesse         | 30  | 11 apr 15 | 1 - 3   |
| Willem II       | 27  | 14 maa 15 | 2 - 3   |

### Uitwedstrijden SBV Excelsior
| Tegenstander    | SR. | Datum     | Uitslag |
| --------------- | --- | --------- | ------- |
| ADO Den Haag    | 16  | 13 dec 14 | 2 - 2   |
| Ajax            | 26  | 08 maa 15 | 1 - 0   |
| AZ              | 11  | 02 nov 14 | 3 - 3   |
| SC Cambuur      | 31  | 17 apr 15 | 1 - 1   |
| FC Dordrecht    | 19  | 24 jan 15 | 1 - 0   |
| Feyenoord       | 24  | 22 feb 15 | 3 - 2   |
| Go Ahead Eagles | 21  | 03 feb 15 | 0 - 0   |
| FC Groningen    | 9   | 19 okt 14 | 1 - 1   |
| SC Heerenveen   | 3   | 23 aug 14 | 2 - 0   |
| Heracles Almelo | 18  | 18 jan 15 | 0 - 3   |
| NAC Breda       | 1   | 9 aug 14  | 1 - 1   |
| PEC Zwolle      | 28  | 22 maa 15 | 1 - 1   |
| PSV             | 8   | 05 okt 14 | 3 - 0   |
| FC Twente       | 22  | 07 feb 15 | 1 - 3   |
| FC Utrecht      | 33  | 10 mei 15 | 2 - 2   |
| Vitesse         | 5   | 14 sep 14 | 3 - 1   |
| Willem II       | 13  | 22 nov 14 | 1 - 1   |

## Wedstrijdverslagen

### Vriendschappelijk 2014/15
|                                                                                     |                                |        | |  |
| Zaterdag 5 juli 2014, 14.30 uur                                                     | CVV Be Fair                    | 0 - 16 | SBV Excelsior |  |
| Sportcomplex ’t Suyt, Waddinxveen Vriendschappelijk                                 |                                |        | Eigen doelpunt Rick Kruijs Marko Maletić Guyliano van Velzen Adil Auassar Jordan Botaka Lars Hutten Tom van Weert 2x Daan Blij 4x Kevin Vermeulen Carlo de Reuver Daryl van Mieghem |  |
| Bijzonderheden: - Dit was de eerste officiële oefenwedstrijd van het nieuwe seizoen |                                |        | |  |
|                                                                                     |                                |        | |  |
| Zaterdag 12 juli 2014, 16.30 uur                                                    | Zeeuwse Selectie               | 0 - 3  | SBV Excelsior |  |
| Sportpark Boenze Boogerd, Wemeldinge Vriendschappelijk                              |                                |        | Kevin van Diermen Tom van Weert Marko Maletić |  |
| Bijzonderheden:                                                                     |                                |        | |  |
|                                                                                     |                                |        | |  |
| Dinsdag 15 juli 2014, 19.30 uur                                                     | HVV Tubantia                   | 0 - 6  | SBV Excelsior |  |
| Sportpark De Bijenkorf, Hengelo Vriendschappelijk                                   |                                |        | Adil Auassar Marko Maletić Carlo de Reuver 2x Jurgen Mattheij Tom van Weert |  |
| Bijzonderheden:                                                                     |                                |        | |  |
|                                                                                     |                                |        | |  |
| Zaterdag 19 juli 2014, 15.00 uur                                                    | Go Ahead Eagles                | 1 - 0  | SBV Excelsior |  |
| Sportcomplex De Woldermarck, Terwolde Vriendschappelijk                             | Alex Schalk                    |        | |  |
| Bijzonderheden:                                                                     |                                |        | |  |
|                                                                                     |                                |        | |  |
| Zaterdag 26 juli 2014, 19.00 uur                                                    | SBV Excelsior                  | 1 - 4  | Roda JC Kerkrade |  |
| Sportpark De Bongerd, Barendrecht Vriendschappelijk                                 | Jeff Stans                     |        | Tom Van Hyfte 2x Brian Jacobs Mitchel Paulissen |  |
| Bijzonderheden:                                                                     |                                |        | |  |
|                                                                                     |                                |        | |  |
| Dinsdag 29 juli 2014, 20.00 uur                                                     | Excelsior Maassluis            | 0 - 4  | SBV Excelsior |  |
| Sportpark Dijkpolder, Maassluis Vriendschappelijk                                   |                                |        | Carlo de Reuver Ninos Gouriye Marko Maletić Daan Blij |  |
| Bijzonderheden:                                                                     |                                |        | |  |
|                                                                                     |                                |        | |  |
| Zaterdag 2 augustus 2014, 14.00 uur                                                 | Telstar                        | 0 - 1  | SBV Excelsior |  |
| Tata Steel Stadion, Velsen Vriendschappelijk                                        |                                |        | Tom van Weert |  |
| Bijzonderheden:                                                                     |                                |        | |  |
|                                                                                     |                                |        | |  |
| Donderdag 9 oktober 2014                                                            | SBV Excelsior                  | 1 - 0  | FC Den Bosch |  |
| Stadion Woudestein, Rotterdam Vriendschappelijk                                     | Carlo de Reuver                |        | |  |
| Bijzonderheden:                                                                     |                                |        | |  |
|                                                                                     |                                |        | |  |
| Donderdag 13 november 2014, 19.30 uur                                               | SBV Excelsior                  | 2 - 3  | Sparta Rotterdam |  |
| Stadion Woudestein, Rotterdam Vriendschappelijk                                     | Daan Bovenberg Carlo de Reuver |        | Daniël Breedijk Kenny Teijsse Pieter Langedijk |  |
| Bijzonderheden: - Dit was de eerste editie van de RET-derby.                        |                                |        | |  |
|                                                                                     |                                |        | |  |
| Zaterdag 10 januari 2015                                                            | Zulte Waregem                  | 1 - 1  | SBV Excelsior |  |
| Marbella Football Center, Marbella Vriendschappelijk                                | Kylian Hazard                  |        | Daan Bovenberg |  |
| Bijzonderheden:                                                                     |                                |        | |  |

### Eredivisie 2014/2015

#### Speelronde 1 t/m 9 (augustus, september, oktober)
|                                                                                             |                                                                                           |               |                                                                                            | |
| Speelronde 1 Zaterdag 9 augustus 2014, 19.45 uur                                            | NAC Breda                                                                                 | 1 - 1 (1 - 1) | SBV Excelsior                                                                              | : Sander Fischer |
| Rat Verlegh Stadion, Breda toeschouwers: 18.100 Scheidsrechter: Jeroen Sanders              | Adnane Tighadouini 20' Joeri de Kamps 64'                                                 |               | '19 Jeff Stans (pen)                                                                       | Basisopstelling SBV Excelsior: Deckers, Karami, Fischer, Van Diermen, Brito, Stans, Kruys, Auassar, Botaka, Van Weert, Van Mieghem Toegepaste wissels SBV Excelsior: '71 Van Weert Gouriye '75 Van Mieghem Hutten '86 Stans Vermeulen  |
| Bijzonderheden:                                                                             |                                                                                           |               |                                                                                            | |
|                                                                                             |                                                                                           |               |                                                                                            | |
| Speelronde 2 Zondag 17 augustus 2014, 14.30 uur                                             | SBV Excelsior                                                                             | 3 - 2 (1 - 0) | Go Ahead Eagles                                                                            | : Sander Fischer |
| Stadion Woudestein, Rotterdam toeschouwers: 3.213 Scheidsrechter: Jeroen Manschot           | Jordan Botaka 19' Tom van Weert 59' Sander Fischer (pen) 91+4' Khalid Karami 84'          |               | '69 Erik Cummins '75 Sven Nieuwpoort '85 Fernando Lewis '89 Bart Vriends '90+3 Deniz Türüç | Basisopstelling SBV Excelsior: Deckers, Karami, Fischer, Van Diermen, Brito, Stans, Kruys, Auassar, Botaka, Van Weert, Van Mieghem Toegepaste wissels SBV Excelsior: '62 Van Mieghem Gouriye '76 Van Weert Maletic '88 Stans Vermeulen |
| Bijzonderheden:                                                                             |                                                                                           |               |                                                                                            | |
|                                                                                             |                                                                                           |               |                                                                                            | |
| Speelronde 3 Zaterdag 23 augustus 2014, 19.45 uur                                           | SC Heerenveen                                                                             | 2 - 0 (0 - 0) | SBV Excelsior                                                                              | : Sander Fischer |
| Abe Lenstra Stadion, Heerenveen toeschouwers: 23.300 Scheidsrechter: Edwin van de Graaf     | Marten de Roon (pen) 84' Sam Larsson 89' Mark Uth 35' Kenny Otigba 64'                    |               | '61 Elso Brito '82 Jordy Deckers                                                           | Basisopstelling SBV Excelsior: Deckers, Karami, Fischer, Van Diermen, Brito, Stans, Kruys, Auassar, Botaka, Van Weert, Van Mieghem Toegepaste wissels SBV Excelsior: '69 Stans Vermeulen '73 Van Weert Maletic '80 Van Mieghem Gouriye |
| Bijzonderheden:                                                                             |                                                                                           |               |                                                                                            | |
|                                                                                             |                                                                                           |               |                                                                                            | |
| Speelronde 4 Zaterdag 30 augustus 2014, 19.45 uur                                           | Excelsior                                                                                 | 3 - 1 (1 - 1) | Heracles Almelo                                                                            | : Sander Fischer |
| Stadion Woudestein, Rotterdam toeschouwers: 3.149 Scheidsrechter: Jochem Kamphuis           | Jeff Stans (pen) 32' Jeff Stans 48' Daryl van Mieghem 56' Jeff Stans 43' Adil Auassar 90' |               | '10 Denni Avdic '31 Ramon Zomer                                                            | Basisopstelling SBV Excelsior: Damen, Karami, Fischer, Van Diermen, Brito, Stans, Kruys, Auassar, Botaka, Van Weert, Van Mieghem Toegepaste wissels SBV Excelsior: '55 Brito Kuipers '66 Van Weert Gouriye '82 Stans Vermeulen         |
| Bijzonderheden:                                                                             |                                                                                           |               |                                                                                            | |
|                                                                                             |                                                                                           |               |                                                                                            | |
| Speelronde 5 Zondag 14 september 2014, 14.30 uur                                            | Vitesse                                                                                   | 3 - 1 (1 - 0) | SBV Excelsior                                                                              | : Sander Fischer |
| GelreDome, Arnhem toeschouwers: 14.234 Scheidsrechter: Jeroen Sanders                       | Abiola Dauda 41' Abiola Dauda 60' Abiola Dauda 65'                                        |               | '86 Jeff Stans (pen)                                                                       | Basisopstelling SBV Excelsior: Damen, Karami, Fischer, Mattheij, Brito, Stans, Kruys, Auassar, Botaka, Van Weert, Van Mieghem Toegepaste wissels SBV Excelsior: '58 Van Weert Gouriye '71 Brito Kuipers '81 Van Mieghem Maletic        |
| Bijzonderheden:                                                                             |                                                                                           |               |                                                                                            | |
|                                                                                             |                                                                                           |               |                                                                                            | |
| Speelronde 6 Zaterdag 20 september 2014, 18.30 uur                                          | SBV Excelsior                                                                             | 1 - 1 (0 - 0) | FC Dordrecht                                                                               | : Sander Fischer |
| Stadion Woudestein, Rotterdam toeschouwers: 3.541 Scheidsrechter: Pieter Vink               | Adil Auassar 52' Luigi Bruins 88'                                                         |               | '85 Robin Gosens '88 Marvin Peersman                                                       | Basisopstelling SBV Excelsior: Coutinho, Karami, Fischer, Van Diermen, Kuipers, Stans, Kruys, Auassar, Botaka, Van Weert, Van Mieghem Toegepaste wissels SBV Excelsior: '68 Van Weert Gouriye '68 Stans Bruins '73 Kruys Mattheij      |
| Bijzonderheden:                                                                             |                                                                                           |               |                                                                                            | |
|                                                                                             |                                                                                           |               |                                                                                            | |
| Speelronde 7 Zondag 28 september 2014, 12.30 uur                                            | SBV Excelsior                                                                             | 1 - 1 (1 - 0) | SC Cambuur                                                                                 | : Sander Fischer |
| Stadion Woudestein, Rotterdam toeschouwers: 3.227 Scheidsrechter: Dennis Higler             | Tom van Weert 22'                                                                         |               | '62 Bartholomew Ogbeche                                                                    | Basisopstelling SBV Excelsior: Coutinho, Karami, Fischer, Van Diermen, Kuipers, Stans, Kruys, Auassar, Botaka, Van Weert, Van Mieghem Toegepaste wissels SBV Excelsior: '72 Van Weert Maletic '75 Kruys Varela                         |
| Bijzonderheden: - Het was voor het eerst dat deze wedstrijd in de Eredivisie werd gespeeld. |                                                                                           |               |                                                                                            | |
|                                                                                             |                                                                                           |               |                                                                                            | |
| Speelronde 8 Zondag 5 oktober 2014, 12.30 uur                                               | PSV                                                                                       | 3 - 0 (2 - 0) | SBV Excelsior                                                                              | : Sander Fischer |
| Philips Stadion, Eindhoven toeschouwers: 30.600 Scheidsrechter: Serdar Gözübüyük            | Adam Maher 35' Luciano Narsingh 45' Jürgen Locadia 51' Jeffrey Bruma 60'                  |               |                                                                                            | Basisopstelling SBV Excelsior: Coutinho, Karami, Fischer, Van Diermen, Kuipers, Stans, Kruys, Auassar, Botaka, Van Weert, Van Mieghem Toegepaste wissels SBV Excelsior: '71 Kruys Bruins '84 Van Mieghem Maletic '84 Stans De Reuver   |
| Bijzonderheden:                                                                             |                                                                                           |               |                                                                                            | |
|                                                                                             |                                                                                           |               |                                                                                            | |
| Speelronde 9 Zondag 19 oktober 2014, 16.45 uur                                              | FC Groningen                                                                              | 1 - 1 (1 - 1) | SBV Excelsior                                                                              | : Sander Fischer |
| Euroborg, Groningen toeschouwers: 18.821 Scheidsrechter: Eric Braamhaar                     | Eric Botteghin 43'                                                                        |               | '16 Maikel Kieftenbeld (e.d.) '42 Luigi Bruins '78 Adil Auassar                            | Basisopstelling SBV Excelsior: Coutinho, Karami, Fischer, Van Diermen, Kuipers, Bruins, Kruys, Auassar, Botaka, Van Weert, Stans Toegepaste wissels SBV Excelsior: '76 Bruins Varela '83 Van Weert Vermeulen                           |
| Bijzonderheden:                                                                             |                                                                                           |               |                                                                                            | |

#### Speelronde 10 t/m 17 (oktober, november, december)
|                                                                                               |                                                                                                   |               | | |
| Speelronde 10 Zondag 26 oktober 2014, 16.45 uur                                               | SBV Excelsior                                                                                     | 2 - 1 (1 - 1) | FC Twente | : Sander Fischer |
| Stadion Woudestein, Rotterdam toeschouwers: 3.600 Scheidsrechter: Tom van Sichem              | Tom van Weert 17' Jeff Stans 68' Rick Kruys 9' Adil Auassar 89'                                   |               | '2 Luc Castaignos | Basisopstelling SBV Excelsior: Coutinho, Karami, Fischer, Van Diermen, Brito, Bruins, Kruys, Auassar, Botaka, Van Weert, Stans Toegepaste wissels SBV Excelsior: '82 Van Weert Vermeulen                                                   |
| Bijzonderheden:                                                                               |                                                                                                   |               | | |
|                                                                                               |                                                                                                   |               | | |
| Speelronde 11 Zondag 2 november 2014, 14.30 uur                                               | AZ                                                                                                | 3 - 3 (1 - 2) | SBV Excelsior | : Sander Fischer |
| AFAS Stadion, Alkmaar toeschouwers: 15.236 Scheidsrechter: Jochem Kamphuis                    | Nemanja Gudelj 33' Kevin van Diermen (e.d.) 68' Muamer Tankovic 73' Mattias Johansson 83'         |               | '10 Adil Auassar '40 Khalid Karami '84 Carlo de Reuver '5 Bas Kuipers '39 Sander Fischer '77 Kevin Vermeulen '86 Luigi Bruins                 | Basisopstelling SBV Excelsior: Coutinho, Karami, Fischer, Van Diermen, Kuipers, Bruins, Varela, Stans, Auassar, Botaka, Van Weert, Toegepaste wissels SBV Excelsior: '73 Stans Vermeulen '79 Varela Gouriye '84 Van Diermen De Reuver      |
| Bijzonderheden:                                                                               |                                                                                                   |               | | |
|                                                                                               |                                                                                                   |               | | |
| Speelronde 12 Vrijdag 7 november 2014, 20.00 uur                                              | SBV Excelsior                                                                                     | 2 - 2 (1 - 1) | FC Utrecht | : Sander Fischer |
| Stadion Woudestein, Rotterdam toeschouwers: 3.600 Scheidsrechter: Edwin van de Graaf          | Tom van Weert 23' Carlo de Reuver 90' Carlo de Reuver 60' Bas Kuipers 84'                         |               | '33 Mark van der Maarel '84 Christian Kum | Basisopstelling SBV Excelsior: Coutinho, Karami, Fischer, Van Diermen, Kuipers, Bruins, Varela, Stans, Auassar, Botaka, Van Weert, Toegepaste wissels SBV Excelsior: '63 Bruins Vermeulen '80 Auassar Gouriye '86 Van Diermen De Reuver    |
| Bijzonderheden:                                                                               |                                                                                                   |               | | |
|                                                                                               |                                                                                                   |               | | |
| Speelronde 13 Zaterdag 22 november 2014, 20.45 uur                                            | Willem II                                                                                         | 1 - 1 (0 - 0) | SBV Excelsior | : Sander Fischer |
| Koning Willem II-stadion, Tilburg toeschouwers: 10.850 Scheidsrechter: Martin van den Kerkhof | Samuel Armenteros (pen) 67'                                                                       |               | '64 Tom van Weert '90+3 Alessandro Damen | Basisopstelling SBV Excelsior: Damen, Bovenberg, Fischer, Van Diermen, Kuipers, Bruins, Kruys, Stans, Auassar, Botaka, Van Weert Toegepaste wissels SBV Excelsior: '65 Bruins Varela '77 Van Weert Vermeulen                               |
| Bijzonderheden:                                                                               |                                                                                                   |               | | |
|                                                                                               |                                                                                                   |               | | |
| Speelronde 14 Zondag 30 november 2014, 14.30 uur                                              | SBV Excelsior                                                                                     | 0 - 5 (0 - 3) | PEC Zwolle | : Sander Fischer |
| Stadion Woudestein, Rotterdam toeschouwers: 3.600 Scheidsrechter: Eric Braamhaar              |                                                                                                   |               | '17 Stef Nijland '26 Mustafa Saymak '28 Jesper Drost '52 Stef Nijland '66 Mustafa Saymak                                                      | Basisopstelling SBV Excelsior: Coutinho, Bovenberg, Fischer, Van Diermen, Kuipers, Bruins, Kruys, Stans, Auassar, Botaka, Van Weert Toegepaste wissels SBV Excelsior: '61 Stans Gouriye '70 Bruins Varela '79 Auassar Vermeulen            |
| Bijzonderheden:                                                                               |                                                                                                   |               | | |
|                                                                                               |                                                                                                   |               | | |
| Speelronde 15 Zaterdag 6 december 2014, 18.30 uur                                             | SBV Excelsior                                                                                     | 2 - 5 (0 - 3) | Feyenoord | : Sander Fischer |
| Stadion Woudestein, Rotterdam toeschouwers: 3.600 Scheidsrechter: Pol van Boekel              | Jeff Stans 51' Sven van Beek (e.d.) 86' Kevin van Diermen 19' Adil Auassar 28'                    |               | '6 Colin Kazim-Richards '17 Jean-Paul Boëtius '26 Lex Immers '57 Jens Toornstra '62 Lex Immers '19 Colin Kazim-Richards '40 Khalid Boulahrouz | Basisopstelling SBV Excelsior: Coutinho, Bovenberg, Fischer, Van Diermen, Kuipers, Bruins, Kruys, Stans, Auassar, Vermeulen, Botaka Toegepaste wissels SBV Excelsior: '34 Van Diermen Mattheij '68 Auassar Gouriye '74 Vermeulen De Reuver |
| Bijzonderheden:                                                                               |                                                                                                   |               | | |
|                                                                                               |                                                                                                   |               | | |
| Speelronde 16 Zaterdag 13 december 2014, 19.45 uur                                            | ADO Den Haag                                                                                      | 2 - 2 (2 - 2) | SBV Excelsior | : Sander Fischer |
| Kyocera Stadion, Den Haag toeschouwers: 12.146 Scheidsrechter: Reinold Wiedemeijer            | Mike van Duinen 36' Gianni Zuiverloon 40' Dion Malone 44' Roland Alberg 46' Gianni Zuiverloon 76' |               | '13 Luigi Bruins '34 Ninos Gouriye '73 Luigi Bruins                                                                                           | Basisopstelling SBV Excelsior: Coutinho, Bovenberg, Fischer, Mattheij, Kuipers, Bruins, Kruys, Stans, Auassar, Botaka, Gouriye Toegepaste wissels SBV Excelsior: '84 Stans Vermeulen '89 Bruins Varela '90 Gouriye De Reuver               |
| Bijzonderheden:                                                                               |                                                                                                   |               | | |
|                                                                                               |                                                                                                   |               | | |
| Speelronde 17 Zondag 21 december 2014, 14.30 uur                                              | SBV Excelsior                                                                                     | 0 - 2 (0 - 0) | Ajax | : Sander Fischer |
| Stadion Woudestein, Rotterdam toeschouwers: 3.600 Scheidsrechter: Tom van Sichem              | Adil Auassar 35'                                                                                  |               | '83 Mike van der Hoorn '88 Richairo Živković '75 Ricardo van Rhijn '87 Thulani Serero                                                         | Basisopstelling SBV Excelsior: Coutinho, Bovenberg, Fischer, Mattheij, Kuipers, Bruins, Kruys, Stans, Auassar, Gouriye, Van Weert Toegepaste wissels SBV Excelsior: '73 Van Weert Vermeulen '85 Stans Van Mieghem '85 Mattheij Maletic     |
| Bijzonderheden:                                                                               |                                                                                                   |               | | |

#### Speelronde 18 t/m 26 (januari, februari, maart)
|                                                                                     |                                                                                           |               | | |
| Speelronde 18 Zondag 18 januari 2015, 16.45 uur                                     | Heracles Almelo                                                                           | 0 - 3 (0 - 1) | SBV Excelsior                                                                                        | : Sander Fischer |
| Polmanstadion, Almelo toeschouwers: 8.350 Scheidsrechter: Jochem Kamphuis           | Wout Weghorst 86'                                                                         |               | '14 Tom van Weert '70 Daryl van Mieghem '84 Carlo de Reuver '39 Daryl van Mieghem '86 Sander Fischer | Basisopstelling SBV Excelsior: Damen, Bovenberg, Fischer, Mattheij, Kuipers, Bruins, Vermeulen, Stans, Gouriye, Van Weert, Van Mieghem Toegepaste wissels SBV Excelsior: '70 Van Mieghem Botaka '83 Gouriye De Reuver                    |
| Bijzonderheden:                                                                     |                                                                                           |               | | |
|                                                                                     |                                                                                           |               | | |
| Speelronde 19 Zaterdag 24 januari 2015, 19.45 uur                                   | FC Dordrecht                                                                              | 1 - 0 (1 - 0) | SBV Excelsior                                                                                        | : Sander Fischer |
| Riwal Hoogwerkers Stadion, Dordrecht toeschouwers: 3.731 Scheidsrechter: Kevin Blom | '63 Mart Lieder                                                                           |               | '11 Sander Fischer                                                                                   | Basisopstelling SBV Excelsior: Coutinho, Bovenberg, Fischer, Mattheij, Kuipers, Bruins, Kruys, Stans, Van Mieghem, Van Weert, Auassar Toegepaste wissels SBV Excelsior: '68 Kruys Botaka '70 Van Mieghem Gouriye '80 Mattheij De Reuver  |
| Bijzonderheden:                                                                     |                                                                                           |               | | |
|                                                                                     |                                                                                           |               | | |
| Speelronde 20 Zaterdag 31 januari 2015, 19.45 uur                                   | SBV Excelsior                                                                             | 0 - 0         | NAC Breda                                                                                            | : Sander Fischer |
| Stadion Woudestein, Rotterdam toeschouwers: 3.600 Scheidsrechter: Danny Makkelie    | Ninos Gouriye 66'                                                                         |               | '37 Dirk Marcellis '64 Gill Swerts '74 Adnane Tighadouini '90 Joeri de Kamps                         | Basisopstelling SBV Excelsior: Coutinho, Bovenberg, Fischer, Mattheij, Kuipers, Bruins, Kruys, Auassar, Gouriye, Van Weert, Botaka Toegepaste wissels SBV Excelsior: '58 Botaka Van Mieghem '83 Gouriye Stans                            |
| Bijzonderheden:                                                                     |                                                                                           |               | | |
|                                                                                     |                                                                                           |               | | |
| Speelronde 21 Dinsdag 3 februari 2015, 18.30 uur                                    | Go Ahead Eagles                                                                           | 0 - 0         | SBV Excelsior                                                                                        | : Sander Fischer |
| De Adelaarshorst, Deventer toeschouwers: 7.592 Scheidsrechter: Jeroen Manschot      |                                                                                           |               | '53 Adil Auassar                                                                                     | Basisopstelling SBV Excelsior: Coutinho, Bovenberg, Fischer, Mattheij, Kuipers, Bruins, Kruys, Auassar, Gouriye, Van Weert, Van Mieghem Toegepaste wissels SBV Excelsior: '70 Gouriye Botaka '80 Auassar Stans '86 Van Mieghem Vermeulen |
| Bijzonderheden:                                                                     |                                                                                           |               | | |
|                                                                                     |                                                                                           |               | | |
| Speelronde 22 Zaterdag 7 februari 2015, 18.30 uur                                   | FC Twente                                                                                 | 1 - 3 (1 - 1) | SBV Excelsior                                                                                        | : Sander Fischer |
| De Grolsch Veste, Enschede toeschouwers: 27.500 Scheidsrechter: Dennis Higler       | Jesús Corona 28' Sonny Stevens 20'                                                        |               | '22 Jeff Stans '51 Daan Bovenberg '86 Kevin Vermeulen                                                | Basisopstelling SBV Excelsior: Damen, Bovenberg, Fischer, Mattheij, Kuipers, Bruins, Kruys, Stans, Botaka, Van Weert, Auassar Toegepaste wissels SBV Excelsior: '69 Van Weert Vermeulen '77 Bruins Varela '82 Kruys Van Diermen          |
| Bijzonderheden:                                                                     |                                                                                           |               | | |
|                                                                                     |                                                                                           |               | | |
| Speelronde 23 Zaterdag 14 februari 2015, 19.45 uur                                  | SBV Excelsior                                                                             | 1 - 1 (0 - 0) | FC Groningen                                                                                         | : Sander Fischer |
| Stadion Woudestein, Rotterdam toeschouwers: 3.450 Scheidsrechter: Eric Braamhaar    | Daan Bovenberg 46'                                                                        |               | '58 Albert Rusnák                                                                                    | Basisopstelling SBV Excelsior: Damen, Bovenberg, Fischer, Mattheij, Kuipers, Bruins, Kruys, Stans, Botaka, Van Weert, Van Mieghem Toegepaste wissels SBV Excelsior: '71 Van Mieghem Gouriye '74 Van Weert Vermeulen '87 Kruys Varela     |
| Bijzonderheden:                                                                     |                                                                                           |               | | |
|                                                                                     |                                                                                           |               | | |
| Speelronde 24 Zondag 22 februari 2015, 16.45 uur                                    | Feyenoord                                                                                 | 3 - 2 (0 - 2) | SBV Excelsior                                                                                        | : Sander Fischer |
| De Kuip, Rotterdam toeschouwers: 45.500 Scheidsrechter: Serdar Gözübüyük            | Colin Kazim-Richards (pen) 50' Jens Toornstra 77' Lex Immers 79'                          |               | '7 Tom van Weert '30 Tom van Weert '49 Jurgen Mattheij '73 Toni Varela '90+3 Tom van Weert           | Basisopstelling SBV Excelsior: Damen, Bovenberg, Fischer, Mattheij, Kuipers, Bruins, Kruys, Stans, Botaka, Van Weert, Van Mieghem Toegepaste wissels SBV Excelsior: '56 Bruins Karami '65 Stans Varela '75 Van Mieghem Vermeulen         |
| Bijzonderheden:                                                                     |                                                                                           |               | | |
|                                                                                     |                                                                                           |               | | |
| Speelronde 25 Zondag 1 maart 2015, 12.30 uur                                        | SBV Excelsior                                                                             | 3 - 0 (1 - 0) | SC Heerenveen                                                                                        | : Sander Fischer |
| Stadion Woudestein, Rotterdam toeschouwers: 3.600 Scheidsrechter: Ed Janssen        | Luigi Bruins 5' Tom van Weert 50' Kevin Vermeulen 90+2' Rick Kruys 36' Daan Bovenberg 60' |               | '52 Mark Uth '90+2 Tarik Kada                                                                        | Basisopstelling SBV Excelsior: Damen, Bovenberg, Fischer, Van Diermen, Kuipers, Bruins, Kruys, Stans, Botaka, Van Weert, Van Mieghem Toegepaste wissels SBV Excelsior: '76 Van Mieghem Auassar '85 Kruys Varela '87 Stans Vermeulen      |
| Bijzonderheden:                                                                     |                                                                                           |               | | |
|                                                                                     |                                                                                           |               | | |
| Speelronde 26 Zondag 8 maart 2015, 14.30 uur                                        | Ajax                                                                                      | 1 - 0 (0 - 0) | SBV Excelsior                                                                                        | : Sander Fischer |
| Amsterdam ArenA, Amsterdam toeschouwers: 51.068 Scheidsrechter: Dennis Higler       | Anwar El Ghazi 83' Nick Viergever 59'                                                     |               | | Basisopstelling SBV Excelsior: Damen, Bovenberg, Fischer, Mattheij, Kuipers, Bruins, Stans, Auassar, Botaka, Van Weert, Van Mieghem Toegepaste wissels SBV Excelsior: '62 Auassar Varela '84 Van Weert Vermeulen                         |
| Bijzonderheden:                                                                     |                                                                                           |               | | |

#### Speelronde 27 t/m 34 (maart, april, mei)
|                                                                                   |                                                                         |               | | |
| Speelronde 27 Zaterdag 14 maart 2015, 19.45 uur                                   | SBV Excelsior                                                           | 2 - 3 (0 - 1) | Willem II | : Sander Fischer |
| Stadion Woudestein, Rotterdam toeschouwers: 3.600 Scheidsrechter: Jochem Kamphuis | Tom van Weert 57' Jeff Stans 90+3' Daan Bovenberg 41'                   |               | '19 Robbie Haemhouts '65 Ali Messaoud '90+1 Ben Sahar '82 Ali Messaoud '90+3 Kostas Lamprou                                                          | Basisopstelling SBV Excelsior: Damen, Bovenberg, Fischer, Mattheij, Kuipers, Bruins, Kruys, Auassar, Botaka, Van Weert, Stans Toegepaste wissels SBV Excelsior: '56 Auassar Van Mieghem '72 Botaka Gouriye '83 Mattheij Vermeulen         |
| Bijzonderheden:                                                                   |                                                                         |               | | |
|                                                                                   |                                                                         |               | | |
| Speelronde 28 Zondag 22 maart 2015, 16.45 uur                                     | PEC Zwolle                                                              | 1 - 1 (1 - 1) | SBV Excelsior | : Sander Fischer |
| IJsseldeltastadion, Zwolle toeschouwers: 11.935 Scheidsrechter: Eric Braamhaar    | Mustafa Saymak 37'                                                      |               | '40 Jeff Stans | Basisopstelling SBV Excelsior: Damen, Bovenberg, Fischer, Mattheij, Kuipers, Bruins, Kruys, Stans, Botaka, Van Weert, Van Mieghem Toegepaste wissels SBV Excelsior: '46 Bovenberg Karami '67 Bruins Auassar '82 Kruys Varela              |
| Bijzonderheden:                                                                   |                                                                         |               | | |
|                                                                                   |                                                                         |               | | |
| Speelronde 29 Zondag 5 april 2015, 14.30 uur                                      | SBV Excelsior                                                           | 2 - 3 (0 - 1) | ADO Den Haag | : Sander Fischer |
| Stadion Woudestein, Rotterdam toeschouwers: 3.600 Scheidsrechter: Kevin Blom      | Adil Auassar 59' Ninos Gouriye 63' Sander Fischer 48' Tom van Weert 89' |               | '34 Michiel Kramer '79 Roland Alberg '90+3 Michiel Kramer '57 Aaron Meijers                                                                          | Basisopstelling SBV Excelsior: Coutinho, Bovenberg, Fischer, Mattheij, Kuipers, Varela, Auassar, Stans, Botaka, Van Weert, Gouriye Toegepaste wissels SBV Excelsior: '72 Gouriye Van Mieghem '87 Stans Vermeulen                          |
| Bijzonderheden:                                                                   |                                                                         |               | | |
|                                                                                   |                                                                         |               | | |
| Speelronde 30 Zaterdag 11 april 2015, 18.30 uur                                   | SBV Excelsior                                                           | 1 - 3 (1 - 1) | Vitesse | : Sander Fischer |
| Stadion Woudestein, Rotterdam toeschouwers: 3.600 Scheidsrechter: Siemen Mulder   | Tom van Weert 41' Bas Kuipers 70'                                       |               | '39 Bertrand Traoré '72 Bertrand Traoré '90+2 Renato Ibarra '83 Dan Mori '90 Davy Pröpper                                                            | Basisopstelling SBV Excelsior: Coutinho, Karami, Fischer, Van Diermen, Kuipers, Auassar, Kruys, Stans, Van Weert, Van Mieghem, Gouriye Toegepaste wissels SBV Excelsior: '79 Auassar Vermeulen '79 Gouriye Botaka '86 Fischer De Reuver   |
| Bijzonderheden:                                                                   |                                                                         |               | | |
|                                                                                   |                                                                         |               | | |
| Speelronde 31 Vrijdag 17 april 2015, 20.00 uur                                    | SC Cambuur                                                              | 1 - 1 (0 - 0) | SBV Excelsior | : Sander Fischer |
| Cambuurstadion, Leeuwarden toeschouwers: 9.644 Scheidsrechter: Dennis Higler      | Bartholomew Ogbeche 90+3' Bartholomew Ogbeche 50'                       |               | '53 Adil Auassar '81 Jeff Stans | Basisopstelling SBV Excelsior: Coutinho, Bovenberg, Fischer, Mattheij, Kuipers, Kruys, Stans, Auassar, Van Mieghem, Van Weert, Gouriye Toegepaste wissels SBV Excelsior: '70 Gouriye Botaka '77 Kruys Vermeulen '82 Vermeulen Van Diermen |
| Bijzonderheden:                                                                   |                                                                         |               | | |
|                                                                                   |                                                                         |               | | |
| Speelronde 32 Zaterdag 25 april 2015, 20.45 uur                                   | SBV Excelsior                                                           | 2 - 3 (0 - 0) | PSV | : Sander Fischer |
| Stadion Woudestein, Rotterdam toeschouwers: 3.600 Scheidsrechter: Bas Nijhuis     | Luuk de Jong (e.d.) 51' Jeff Stans (pen) 73' Ninos Gouriye 25'          |               | '68 Georginio Wijnaldum '75 Memphis Depay '90+1 Jürgen Locadia '66 Nicolas Isimat-Mirin '72 Nicolas Isimat-Mirin '72 Andrés Guardado '77 Abel Tamata | Basisopstelling SBV Excelsior: Coutinho, Karami, Fischer, Mattheij, Kuipers, Kruys, Stans, Auassar, Van Mieghem, Van Weert, Gouriye Toegepaste wissels SBV Excelsior: '62 Gouriye Varela '69 Van Mieghem Botaka                           |
| Bijzonderheden:                                                                   |                                                                         |               | | |
|                                                                                   |                                                                         |               | | |
| Speelronde 33 Zondag 10 mei 2015, 14.30 uur                                       | FC Utrecht                                                              | 2 - 2 (0 - 0) | SBV Excelsior | : Sander Fischer |
| De Galgenwaard, Utrecht toeschouwers: 17.507 Scheidsrechter: Richard Liesveld     | Sébastien Haller (pen) 60' Danny Verbeek 84'                            |               | '75 Tom van Weert '79 Tom van Weert '24 Khalid Karami '78 Cedric Badjeck '90+3 Tom van Weert                                                         | Basisopstelling SBV Excelsior: Coutinho, Karami, Fischer, Van Diermen, Kuipers, Kruys, Mattheij, Auassar, Stans, Van Weert, Gouriye Toegepaste wissels SBV Excelsior: '46 Van Diermen Botaka '67 Kruys Badjeck '78 Gouriye Van Mieghem    |
| Bijzonderheden:                                                                   |                                                                         |               | | |
|                                                                                   |                                                                         |               | | |
| Speelronde 34 Zondag 17 mei 2015, 14.30 uur                                       | SBV Excelsior                                                           | 1 - 4 (1 - 3) | AZ | : Sander Fischer |
| Stadion Woudestein, Rotterdam toeschouwers: 3.600 Scheidsrechter: Björn Kuipers   | Jeffrey Gouweleeuw (e.d.) 42'                                           |               | '5 Aron Jóhannsson '6 Steven Berghuis '35 Markus Henriksen '57 Aron Jóhannsson '74 Wesley Hoedt                                                      | Basisopstelling SBV Excelsior: Deckers, Karami, Fischer, Mattheij, Kuipers, Stans, Varela, Auassar, Botaka, Van Weert, Van Mieghem Toegepaste wissels SBV Excelsior: '58 Karami Bovenberg '64 Van Mieghem Badjeck '85 Van Weert De Reuver |
| Bijzonderheden:                                                                   |                                                                         |               | | |

### KNVB Beker
|                                                                                            | |               |                                                                                 | |
| 2e ronde Woensdag 24 september 2014, 17.00 uur                                             | AFC (Topklasse) | 0 - 2 (0 - 1) | SBV Excelsior *                                                                 | : Sander Fischer |
| Sportpark Goed Genoeg, Amsterdam toeschouwers: ... Scheidsrechter: Edwin van de Graaf      | |               | '37 Daryl van Mieghem '51 Daryl van Mieghem                                     | Basisopstelling SBV Excelsior: Damen, Karami, Fischer, Van Diermen, Brito, Varela, Stans, Auassar, Gouriye, Van Weert, Van Mieghem Toegepaste wissels SBV Excelsior: '42 Gouriye Botaka '75 Van Mieghem De Reuver '85 Van Weert Maletic |
| Bijzonderheden:                                                                            | |               |                                                                                 | |
|                                                                                            | |               |                                                                                 | |
| 3e ronde Donderdag 30 oktober 2014, 20.00 uur                                              | WKE (Topklasse) | 0 - 3 (0 - 1) | SBV Excelsior *                                                                 | : Sander Fischer |
| Grote Geert, Emmen toeschouwers: ... Scheidsrechter: Jeroen Sanders                        | Antoine van der Linden 51' Orlando Smeekes 51'                                                                                     |               | '38 Carlo de Reuver '67 Ninos Gouriye '90+3 Jordan Botaka '79 Kevin van Diermen | Basisopstelling SBV Excelsior: Coutinho, Karami, Fischer, Van Diermen, Brito, Kruys, Stans, Auassar, Botaka, De Reuver, Gouriye Toegepaste wissels SBV Excelsior: '69 Auassar Vermeulen '73 Coutinho Deckers '83 De Reuver Mattheij     |
| Bijzonderheden:                                                                            | |               |                                                                                 | |
|                                                                                            | |               |                                                                                 | |
| 1/8 finales Donderdag 18 december 2014, 18.45 uur                                          | SBV Excelsior * | 6 - 0 (2 - 0) | NAC Breda                                                                       | : Sander Fischer |
| Stadion Woudestein, Rotterdam toeschouwers: 2.014 Scheidsrechter: Dennis Higler            | Adil Auassar 9' Sepp De Roover (e.d) 19' Adil Auassar 64' Tom van Weert 70' Kevin Vermeulen 85' Rick Kruys 88' Jurgen Mattheij 82' |               | '20 Jelle ten Rouwelaar '68 Rémy Amieux                                         | Basisopstelling SBV Excelsior: Coutinho, Bovenberg, Fischer, Mattheij, Kuipers, Auassar, Kruys, Bruins, Stans, Botaka, Gouriye Toegepaste wissels SBV Excelsior: '43 Botaka Van Weert '69 Auassar Vermeulen '72 Gouriye Van Mieghem     |
| Bijzonderheden:                                                                            | |               |                                                                                 | |
| Kwartfinale Woensdag 28 januari 2014, 18.30 uur                                            | Roda JC | 1 - 4 (0 - 3) | SBV Excelsior *                                                                 | : Sander Fischer |
| Parkstad Limburg Stadion, Kerkrade toeschouwers: 6.125 Scheidsrechter: Reinold Wiedemeijer | Anco Jansen 77' Bart Biemans 88'                                                                                                   |               | '16 Ninos Gouriye '30 Jurgen Mattheij '34 Tom van Weert '84 Tom van Weert       | Basisopstelling SBV Excelsior: Damen, Bovenberg, Fischer, Mattheij, Kuipers, Auassar, Stans, Bruins, Van Mieghem, Van Weert, Gouriye Toegepaste wissels SBV Excelsior: '66 Van Mieghem Botaka '83 Stans Vermeulen '87 Bruins Kruys      |
| Bijzonderheden:                                                                            | |               |                                                                                 | |
| Halve finale Woensdag 8 april 2014,20.45 uur                                               | FC Groningen * | 3 - 0 (1 - 0) | SBV Excelsior                                                                   | : Sander Fischer |
| Euroborg, Groningen toeschouwers: 22.000 Scheidsrechter: Pol van Boekel                    | Hans Hateboer 40' Albert Rusnák 53' Tjaronn Chery 88'                                                                              |               |                                                                                 | Basisopstelling SBV Excelsior: Coutinho, Bovenberg, Fischer, Mattheij, Kuipers, Stans, Kruys, Auassar, Gouriye, Van Weert, Botaka Toegepaste wissels SBV Excelsior: '65 Botaka Van Mieghem '65 Kruys Vermeulen '83 Mattheij De Reuver   |
| Bijzonderheden: - Excelsior uitgeschakeld uit de beker toernooi.                           | |               |                                                                                 | |

## Statistieken (eindstand)
| Speler            | Wed E | Aantal doelpunten Eredivisie | Aantal gele kaarten Eredivisie | Aantal 2× geel Eredivisie | Aantal rode kaarten Eredivisie | Wed B | Aantal doelpunten Beker | Aantal gele kaarten Beker | Aantal 2× geel Beker | Aantal rode kaarten Beker | Wed T | Aantal doelpunten Totaal | Aantal gele kaarten Totaal | Aantal 2× geel Totaal | Aantal rode kaarten Totaal |
| ----------------- | ----- | ---------------------------- | ------------------------------ | ------------------------- | ------------------------------ | ----- | ----------------------- | ------------------------- | -------------------- | ------------------------- | ----- | ------------------------ | -------------------------- | --------------------- | -------------------------- |
| Adil Auassar      | 31    | 4                            | 6                              | 0                         | 0                              | 5     | 2                       | 0                         | 0                    | 0                         | 36    | 6                        | 6                          | 0                     | 0                          |
| Cedric Badjeck    | 2     | 0                            | 1                              | 0                         | 0                              | 0     | 0                       | 0                         | 0                    | 0                         | 2     | 0                        | 1                          | 0                     | 0                          |
| Jordan Botaka     | 33    | 1                            | 0                              | 0                         | 0                              | 5     | 1                       | 0                         | 0                    | 0                         | 38    | 2                        | 0                          | 0                     | 0                          |
| Daan Bovenberg    | 19    | 2                            | 2                              | 0                         | 0                              | 3     | 0                       | 0                         | 0                    | 0                         | 22    | 2                        | 2                          | 0                     | 0                          |
| Elso Brito        | 6     | 0                            | 1                              | 0                         | 0                              | 2     | 0                       | 0                         | 0                    | 0                         | 8     | 0                        | 1                          | 0                     | 0                          |
| Luigi Bruins      | 22    | 2                            | 3                              | 0                         | 1                              | 2     | 0                       | 0                         | 0                    | 0                         | 24    | 2                        | 3                          | 0                     | 1                          |
| Gino Coutinho     | 18    | 0                            | 0                              | 0                         | 0                              | 3     | 0                       | 0                         | 0                    | 0                         | 21    | 0                        | 0                          | 0                     | 0                          |
| Alessandro Damen  | 11    | 0                            | 1                              | 0                         | 0                              | 2     | 0                       | 0                         | 0                    | 0                         | 13    | 0                        | 1                          | 0                     | 0                          |
| Jordy Deckers     | 4     | 0                            | 0                              | 0                         | 1                              | 1     | 0                       | 0                         | 0                    | 0                         | 5     | 0                        | 0                          | 0                     | 1                          |
| Kevin van Diermen | 19    | 0                            | 1                              | 0                         | 0                              | 2     | 0                       | 0                         | 0                    | 1                         | 21    | 0                        | 1                          | 0                     | 1                          |
| Sander Fischer    | 34    | 1                            | 4                              | 0                         | 0                              | 5     | 0                       | 0                         | 0                    | 0                         | 39    | 1                        | 4                          | 0                     | 0                          |
| Ninos Gouriye     | 23    | 2                            | 2                              | 0                         | 0                              | 5     | 2                       | 0                         | 0                    | 0                         | 28    | 4                        | 2                          | 0                     | 0                          |
| Lars Hutten       | 1     | 0                            | 0                              | 0                         | 0                              | 0     | 0                       | 0                         | 0                    | 0                         | 1     | 0                        | 0                          | 0                     | 0                          |
| Khalid Karami     | 18    | 1                            | 2                              | 0                         | 0                              | 2     | 0                       | 0                         | 0                    | 0                         | 20    | 1                        | 2                          | 0                     | 0                          |
| Rick Kruys        | 28    | 0                            | 2                              | 0                         | 0                              | 4     | 1                       | 0                         | 0                    | 0                         | 32    | 1                        | 2                          | 0                     | 0                          |
| Bas Kuipers       | 30    | 0                            | 3                              | 0                         | 0                              | 3     | 0                       | 0                         | 0                    | 0                         | 33    | 0                        | 3                          | 0                     | 0                          |
| Marko Maletić     | 6     | 0                            | 0                              | 0                         | 0                              | 1     | 0                       | 0                         | 0                    | 0                         | 7     | 0                        | 0                          | 0                     | 0                          |
| Jurgen Mattheij   | 20    | 0                            | 0                              | 0                         | 1                              | 4     | 1                       | 1                         | 0                    | 0                         | 24    | 1                        | 1                          | 0                     | 1                          |
| Daryl van Mieghem | 25    | 2                            | 1                              | 0                         | 0                              | 4     | 2                       | 0                         | 0                    | 0                         | 29    | 4                        | 1                          | 0                     | 0                          |
| Carlo de Reuver   | 9     | 3                            | 1                              | 0                         | 0                              | 3     | 1                       | 0                         | 0                    | 0                         | 12    | 4                        | 1                          | 0                     | 0                          |
| Jeff Stans        | 33    | 10                           | 2                              | 0                         | 0                              | 5     | 0                       | 0                         | 0                    | 0                         | 38    | 10                       | 2                          | 0                     | 0                          |
| Toni Varela       | 16    | 0                            | 1                              | 0                         | 0                              | 1     | 0                       | 0                         | 0                    | 0                         | 17    | 0                        | 1                          | 0                     | 0                          |
| Kevin Vermeulen   | 24    | 2                            | 1                              | 0                         | 0                              | 4     | 1                       | 0                         | 0                    | 0                         | 28    | 3                        | 1                          | 0                     | 0                          |
| Tom van Weert     | 32    | 13                           | 3                              | 0                         | 0                              | 4     | 3                       | 0                         | 0                    | 0                         | 36    | 16                       | 3                          | 0                     | 0                          |
| Eigen Doel        | 4     | 4                            | X                              | X                         | X                              | 1     | 1                       | X                         | X                    | X                         | 5     | 5                        | X                          | X                     | X                          |
| Totaal            | 34    | 47                           | 37                             | 0                         | 3                              | 5     | 15                      | 1                         | 0                    | 1                         | 39    | 62                       | 38                         | 0                     | 4                          |

ADO Den Haag ·
Ajax ·
AZ ·
SC Cambuur ·
FC Dordrecht ·
Excelsior ·
Feyenoord ·
Go Ahead Eagles ·
FC Groningen ·
sc Heerenveen ·
Heracles Almelo ·
NAC Breda ·
PEC Zwolle · 
PSV ·
FC Twente ·
FC Utrecht ·
Vitesse ·
Willem II